# Fashion Valley Mall
Fashion Valley Mall (Centro Comercial Fashion Valley) es un lujoso centro comercial al aire libre localizado en el barrio de Mission Valley en San Diego, California. El centro comercial está operado y manejado por Simon Property Group y se encuentra cerca de la estación del Tranvía de San Diego Fashion Valley Transit Center.

## Historia

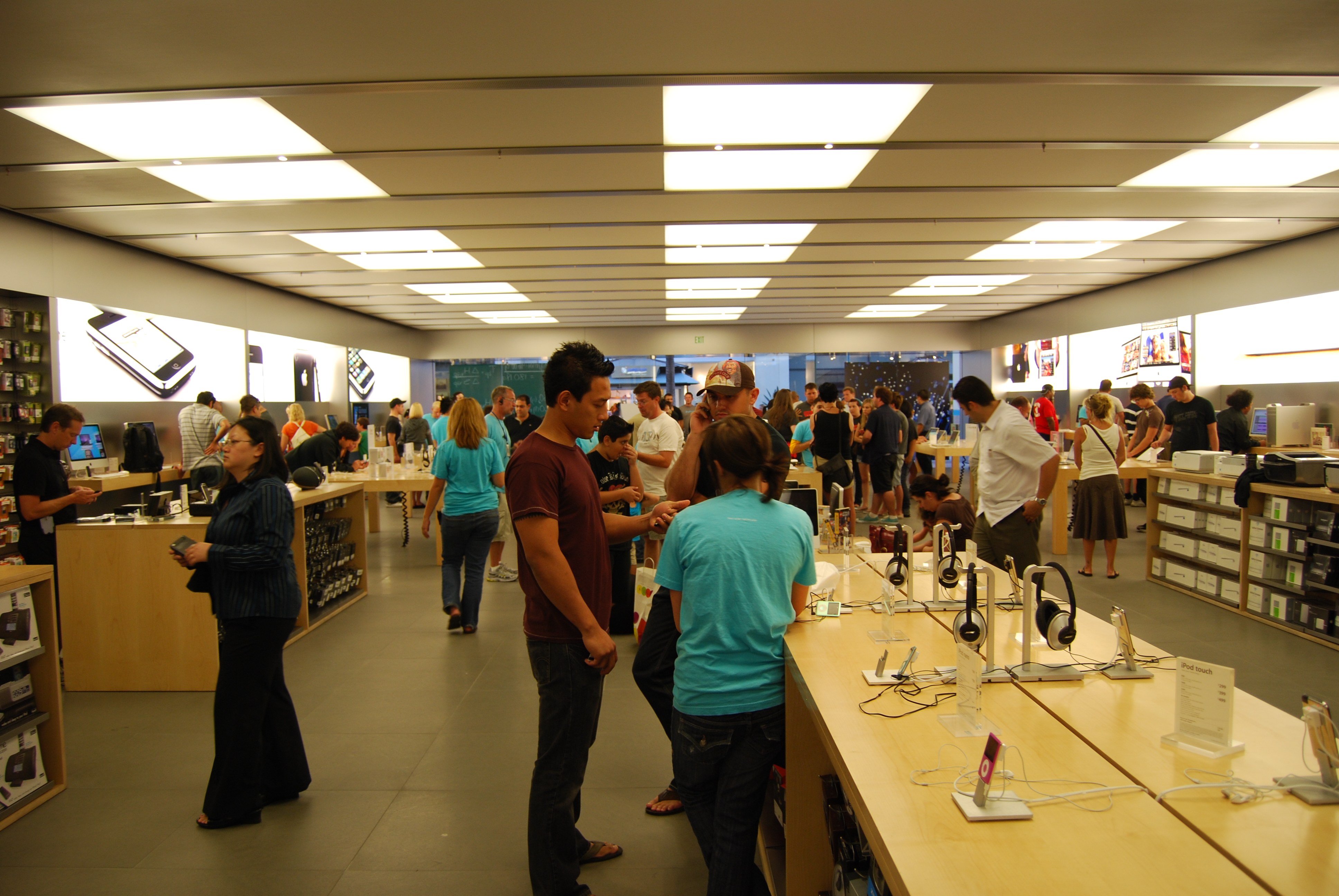
Interior de la Tienda Apple Store en el centro comercial Fashion Valley.

Fashion Valley Mall, desarrollado por Ernest M. Hahn, abrió en 1969, en gran parte donde se encontraba el estadio Westgate Park.  Destinado a ser el centro comercial más importante de la región de San Diego, se construyeron cuatro tiendas anclas, The Broadway, JCPenney, J.W. Robinson's y Buffum's.  Por muchos años el centro comercial compitió con Mission Valley Center. 
Desde su apertura, el centro comercial ha pasado por muchas expansiones y cambios. La primera fue el 31 de agosto de 1981 se agregó  Nordstrom y Neiman Marcus, estableciendo a Fashion Valley como el centro comercial más "fashion" o de "moda" en el valle.  Después de este gran desarrollo, en 1991, Buffum's cerró, y en 1992 se abrió en su lugar una tienda departamental de lujo de San Francisco llamada I. Magnin. Sin embargo, la compañía de la famosa tienda cerró todas sus tiendas a mediados de los años 1990, y en su lugar, se trasladó Saks Fifth Avenue en 1995.  En 1993 Robinson's  se convirtió en una Robinsons-May, mientras que The Broadway fue comprada por Macy's en 1996.
En octubre de 1997, Gene Kemp llevó a cabo un proyecto de $ 110 millones en renovación, ampliación de las tiendas de Macy's, Nordstrom y Robinsons-may. Se aumentó el tamaño comercial a 1700000 pies cuadrados, 205 tiendas, y se añadieron 5 estructuras de estacionamiento para dar cabida a 8.000 coches. En 2001, el dueño de la propiedad, Lend Lease Prime Property, compró Simon Property Group como medio-propietario y gerente de la propiedad.
Debido a la fusión de May Department Stores y Federated Department Stores en marzo de 2006, Robinsons-May cerró todas sus tiendas, y en su lugar se abrió la primera Bloomingdale's de San Diego el 18 de noviembre de 2008.

## Actualidad

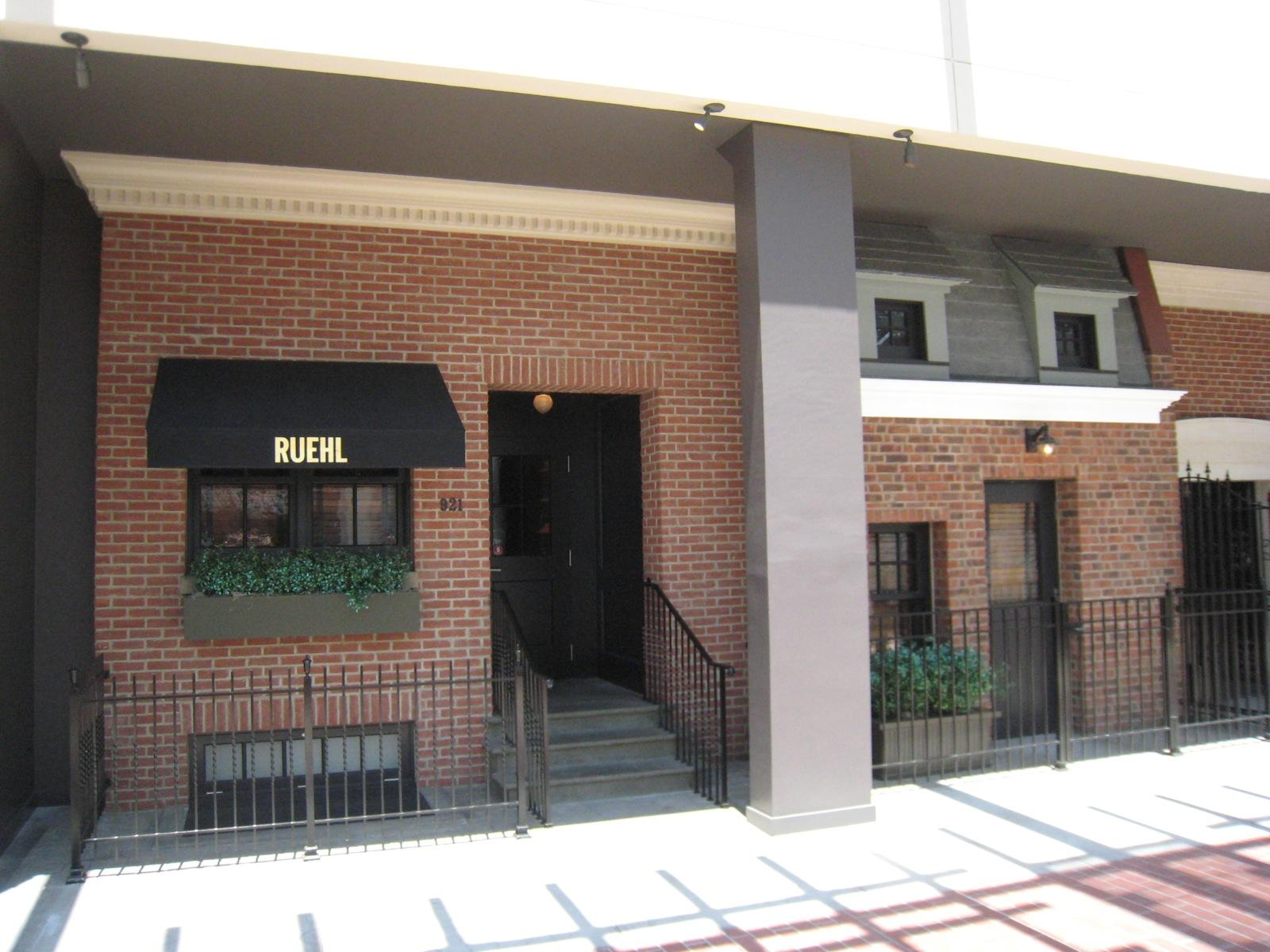
La entrada de la tienda Ruehl No.925.

El centro comercial cuenta con cinco tiendas departamentales y es el centro comercial con la colección de más tiendas lujosas en la región de San Diego. Estas incluyen a firmas como Louis Vuitton, Gucci, Saint Laurent, Dior, Dolce & Gabbana entre otras. También destacan otras importantes tiendas como Lululemon, Pottery Barn, Lucky Brand, Nike, Lego, entre otras. Además tiene varios restaurantes como North Italia, The Cheesecake Factory, P.F. Chang´s. True Food Kitchen y una zona de comida rápida. Es el centro comercial más popular en San Diego tanto para locales como turistas.

## Tiendas departamentales
- Bloomingdale's
- JC Penney
- Macy's
- Neiman Marcus
- Nordstrom